# 賈彊
賈彊（？—25年），中国汉朝更始帝時代武将。

## 生平
更始三年（25年），賈彊和蘇茂一起归属守備洛陽的左大司馬朱鮪。朱鲔听说刘秀平定河北，河内兵弱，派苏茂、賈彊偷袭河内郡。苏茂、賈彊率三万余人渡黄河进攻温县（今河南温县西）。但河内郡太守寇恂立即亲带兵马驰援温县。次日一早，两军交战，刘秀部将冯异率部驰援，各县援军也赶到。賈彊战死，数千士兵投河，一万余人被俘，苏茂率残部逃回洛阳。同年九月，朱鮪開洛陽城降伏光武帝刘秀，蘇茂一起归降。